# 舞鶴信用金庫

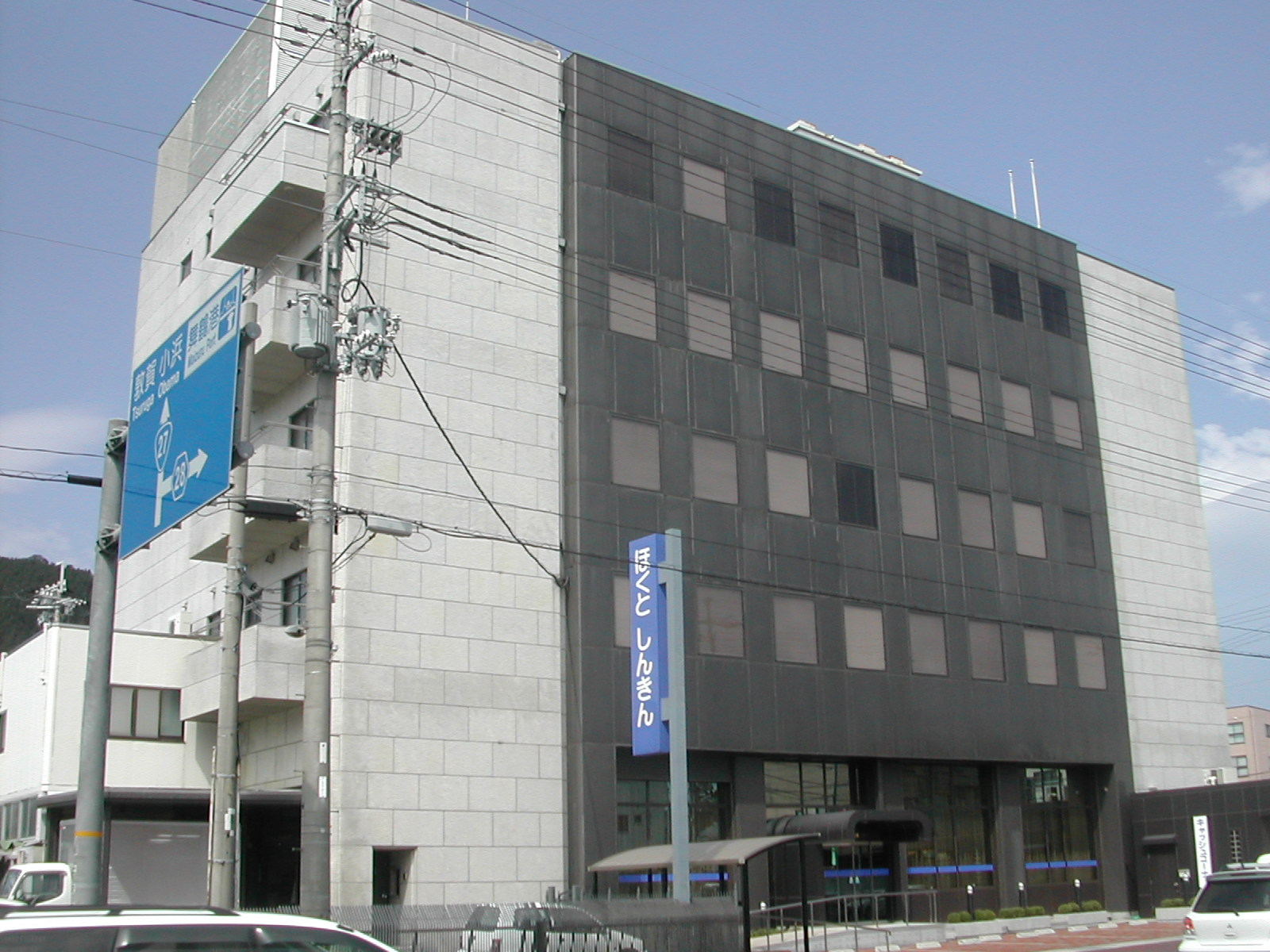
旧舞鶴信用金庫本店。現在は京都北都信用金庫舞鶴中央支店

舞鶴信用金庫（まいづるしんようきんこ）は、かつて京都府舞鶴市に本店をおいていた信用金庫。通称はまいしん。
舞鶴市西部を地盤に宮津市など京都府北部全域および福井県若狭地方を営業エリアを収め、預金積立残高も1,014億円を超える信用金庫であったが、2002年(平成14年)11月5日に京都北都信用金庫、東舞鶴信用金庫、綾部信用金庫、福知山信用金庫の5信金で対等合併し、消滅した。
ちなみに旧本店は京都北都信用金庫舞鶴中央支店となっている。

## 沿革
- 1909年(明治42年)：産業組合法に基づいて舞鶴信用組合として設立。
- 1951年(昭和26年)：信用金庫法に基づいて舞鶴信用金庫と改組。
- 1952年(昭和27年)：由良支店を開設。
- 1953年(昭和28年)：真名井支店（後の折原支店）を開設。
- 1954年(昭和29年)：岡田支店を開設。
- 1961年(昭和36年)：東舞鶴支店を開設。
- 1970年(昭和45年)：営業地区に宮津市、与謝郡、中郡、竹野郡、熊野郡を拡張編入。
- 1976年(昭和51年)：本店を移転。旧本店を竹屋支店として開設。
- 1981年(昭和56年)：余内支店を開設。
- 1984年(昭和58年)：福井支店を開設。
- 1990年(平成2年)：営業地区に加佐郡を拡張編入。
- 1994年(平成6年)：営業地区に綾部市、福知山市を拡張編入。
- 1996年(平成8年)：南浜支店を開設。
- 1998年(平成10年)：営業地区に福井県小浜市、大飯郡、遠敷郡を拡張編入。
- 2000年(平成12年)：北吸支店を開設。
- 2002年(平成14年)：京都府北部5信金との合併で解散。

## 営業支店
2002年11月時点での店舗網。括弧内は現店名。廃止された支店は（廃止）と記載。
- 西舞鶴地区
  - 本店営業部（舞鶴中央支店）
  - 余内支店
  - 折原支店（2005年9月、廃止）
  - 竹屋支店（2003年12月、舞鶴港支店に移転・改称）
  - 福井支店（2003年8月、廃止）
- 東舞鶴地区
  - 東舞鶴支店（七条支店に改称、2003年10月、廃止）
  - 北吸支店（2003年9月、廃止）
  - 南浜支店（2003年10月、出張所へ格下げ）
- 加佐地区
  - 岡田支店（2005年12月、廃止）
- 宮津地区
  - 由良支店（2005年9月、出張所へ格下げ。2012年3月、廃止）

## 店舗政策
舞鶴信用金庫は舞鶴市の西部、西舞鶴地区を地盤に丹後地方全域と綾部市・福知山市、若狭地方では小浜市までを営業エリアとしていたが、ほとんどが舞鶴市に支店をおき、唯一、宮津市に由良支店を設置していたものの、由良地方は舞鶴都市圏に属する地域のため、実質的に舞鶴市内のみで営業する信用金庫だった。